# 티퍼니 티센
티퍼니 시슨(Tiffani Thiessen, 영어 발음: /ˈθiːsən/, 1974년 1월 23일 ~ )은 미국의 배우이다.

## 출연 작품

### 영화
- A Killer Among Friends (1992)
- 못 말리는 사위 (1993, Son in Law)
- 라스베가스 결혼 대소동 (1994, Saved by the Bell: Wedding in Las Vegas)
- 황혼에서 새벽까지 2 (1999)
- 트러블 앤 섹스 (1999, Love Stinks)
- Speedway Junky (1999)
- 나는 네가 지난 13일 금요일 밤에 한 일을 알고 있다 (2000)
- The Ladies Man (2000)
- 크리스마스 모험 (2001, A Christmas Adventure ...from a Book Called Wisely's Tales)
- 헐리우드 엔딩 (2002)
- Pandemic (2007)
- 노스폴 (2014, Northpole)

### 텔레비전
- 베이사이드 얄개들 (1989-93)
- Saved by the Bell: The College Years (1993-94)
- 베벌리힐스 아이들 (1994-98, 2000)
- 남자 둘, 여자 하나 (2000)
- 저스트 슛 미 (2001)
- 화이트 칼라 (2009-14)